# 玛理诺二世
教宗馬林二世（拉丁語：Marinus PP. II；？—946年）本名不詳，於942年10月30日或11月－946年5月出任教宗。

## 譯名列表
- 见馬林一世